# Rittergut Positz

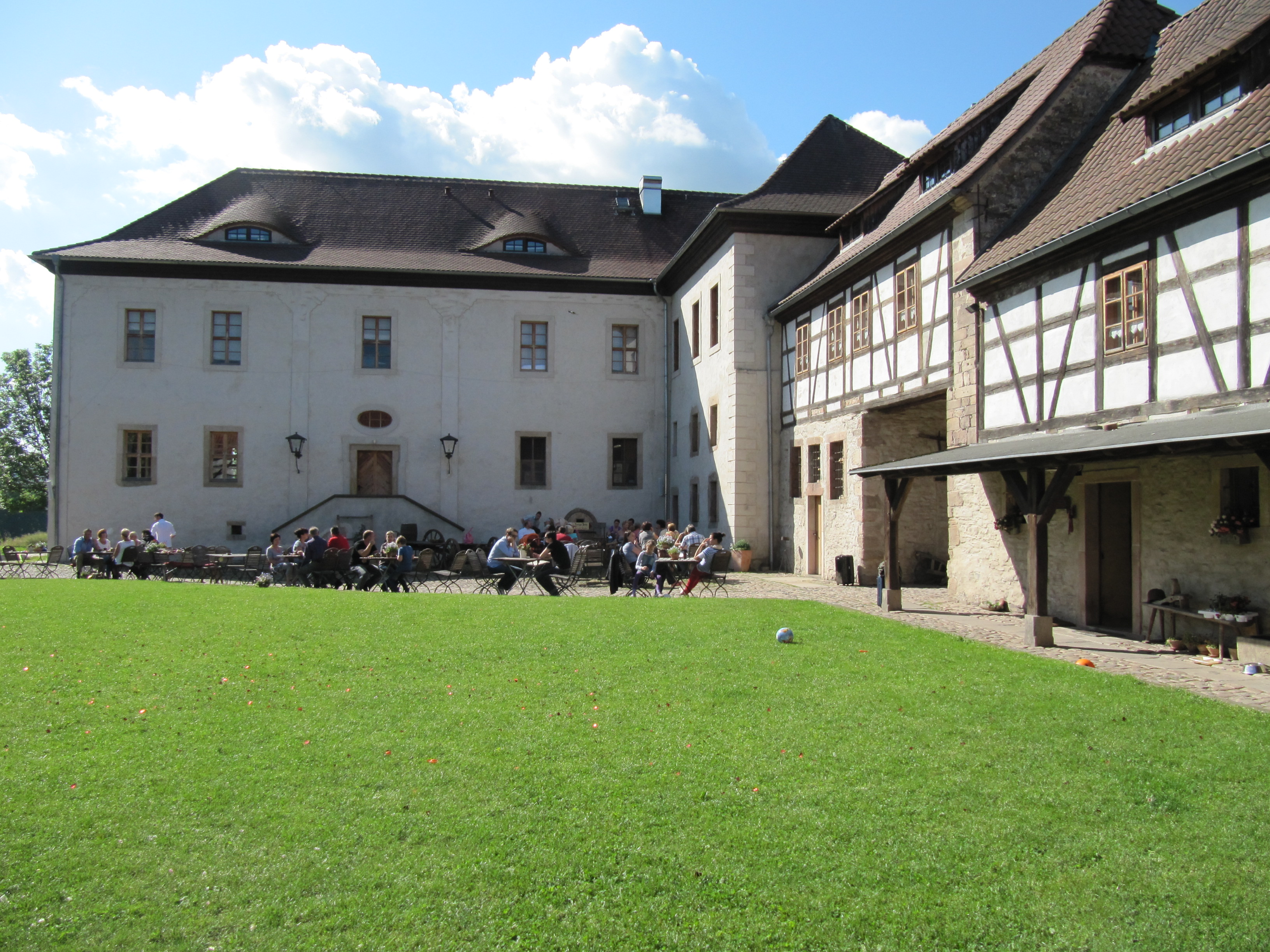
Teilansicht des Ritterguts (Innenhof)

Der Gebäudekomplex vom ehemaligen Rittergut Positz steht nördlich des Ortsteils Kolba der Gemeinde Oppurg kurz vor dem Waldgebiet in Richtung Langendembach im Saale-Orla-Kreis in Thüringen.

## Geschichte
1752 wurde das Anwesen Besitz des Grafen Julius Gebhard von Hoym durch den Kauf von Cajas Rudolf von Einsiedel, der es 1729 von Hans Georg von Brandenstein erworben hatte. Demnach muss das Vorwerk bereits existiert haben, denn es wurde bereits 1452 urkundlich erwähnt.
In Kolba bewirtschaftete 1923 die Pächterin Olga Heitsch das Rittergut des Fürsten Christian Kraft zu Hohenlohe-Öhringen mit 190 ha Betriebsfläche. Nach dem Zweiten Weltkrieg wurde dieser enteignet und der Grund und Boden sowie das lebende und tote Inventar an Umsiedler und landarme Bauern übereignet. Das Vorwerk Positz existierte ab dieser Zeit als Volksgut. Es bewirtschaftete 135 Hektar übergebenes Land aus dem Bodenfonds der Bodenreform. 1960 wurde die erste LPG im Dorf Kolba gegründet. Danach nahm die Entwicklung der Landwirtschaft im Orlatal ihren Lauf bis zur Agrar-Industrie-Vereinigung (AIV). Das VEG Positz war von 1945 bis etwa 1960 noch eine traditionelle Einheit (Land, Gebäude, Tiere und erfahrene Landarbeiter) mit gutem Ertragsniveau.
Die Flächen wurden dann zur Bildung der AIV in die Pflanzenproduktion überführt und die Ställe dienten der Tierproduktion. Mit der Aufgabe der Produktionseinheit begann der Verfall der Gebäude.
Die Wende war Glück und Segen für das naturnahe Anwesen. Es wurde privatisiert und finanziell beim Wiederaufbau des Vierseitenhofs vom Denkmalamt unterstützt. Heute ist es ein gefragtes Landhotel mit Rittergutcharakter.